# 薄托木姜子
薄托木姜子（学名：Litsea vang）为樟科木姜子属下的一个种。

## 变种
沧源木姜子（学名：Litsea vang var. lobata）为樟科木姜子属下的一个变种。